# Greatest Hits (álbum de Robbie Williams)
Greatest Hits é a segunda compilação do cantor Robbie Williams, lançado em 18 de outubro de 2004 pela gravadora EMI.
O álbum contém 18 faixas, sendo 16 dessas uma compilação dos seus melhores hits. "Radio" e "Misunderstood" foram as duas faixas inéditas no álbum.

## Faixas

### Edição Reino Unido
1. "Old Before I Die"
2. "Lazy Days"
3. "Angels"
4. "Let Me Entertain You"
5. "Millennium"
6. "No Regrets"
7. "Strong"
8. "She's the One"
9. "Rock DJ"
10. "Kids"
11. "Supreme"
12. "Let Love Be Your Energy"
13. "Eternity"
14. "The Road to Mandalay"
15. "Feel"
16. "Come Undone"
17. "Sexed Up"
18. "Radio"
19. "Misunderstood"

### Edição China
1. "Old Before I Die"
2. "Angels"
3. "Let Me Entertain You"
4. "No Regrets"
5. "Strong"
6. "She's the One"
7. "Rock DJ"
8. "Supreme"
9. "Let Love Be Your Energy"
10. "Eternity"
11. "The Road to Mandalay"
12. "Better Man"
13. "Feel"
14. "Radio"

### Edição Austrália
1. "Old Before I Die"
2. "Angels"
3. "Let Me Entertain You"
4. "Millennium"
5. "No Regrets"
6. "Strong"
7. "She's the One"
8. "Rock DJ"
9. "Kids" (com Kylie Minogue)
10. "Supreme"
11. "Better Man"
12. "Let Love Be Your Energy"
13. "Feel"
14. "Come Undone"
15. "Sexed Up"
16. "Something Beautiful"
17. "Monsoon"
18. "Radio"
19. "Misunderstood"

### Edição Nova Zelândia
1. "Angels"
2. "Let Me Entertain You"
3. "Millennium"
4. "No Regrets"
5. "Strong"
6. "She's the One"
7. "Win Some Lose Some"
8. "Rock DJ"
9. "Kids" (with Kylie Minogue)
10. "Supreme"
11. "Let Love Be Your Energy"
12. "Eternity"
13. "Better Man"
14. "Feel"
15. "Come Undone"
16. "Something Beautiful"
17. "Sexed Up"
18. "Radio"
19. "Misunderstood"

### Edição México
1. "Old Before I Die"
2. "Angels"
3. "Let Me Entertain You"
4. "Millennium"
5. "No Regrets"
6. "Strong"
7. "She's the One"
8. "Angels" (versão espanhola)
9. "Rock DJ"
10. "Kids" (com Kylie Minogue)
11. "Supreme"
12. "Let Love Be Your Energy"
13. "Eternity"
14. "The Road to Mandalay"
15. "Feel"
16. "Come Undone"
17. "Sexed Up"
18. "Radio"
19. "Misunderstood"

## Certificações
| País          | Posição       | Certificação | Vendas     |
| ------------- | ------------- | ------------ | ---------- |
| Argentina     | 1             | 7× Platina   | 280,000+   |
| Austrália     | 1 (9 semanas) | 8× Platina   | 560,000+   |
| Itália        | 1 (3 semanas) | 8× Platina   | 610,000+   |
| Áustria       | 1 (3 semanas) | 4× Platina   | 120,000+   |
| Bélgica       | 2             | Platina      | 40,000+    |
| Dinamarca     |               | 2× Platina   | 60,000+    |
| Finlândia     | 3 (2 semanas) | Platina      | 40,367+    |
| França        | 1             | Platina      | 300,000+   |
| Alemanha      | 1             | 4× Platina   | 900,000+   |
| Hungria       | 7             | Ouro         | 5,000+     |
| México        | 2             | 2× Platina   | 300,000+   |
| Países Baixos |               | Platina      | 80,000+    |
| Nova Zelândia | 1 (4 semanas) | 2× Platina   | 30,000+    |
| Portugal      | 1 (3 semanas) | Platina      | 20,000+    |
| Espanha       | 1             | 2× Platina   | 160,000+   |
| Suécia        | 2 (2 semanas) | Ouro         | 30,000+    |
| Suíça         | 1 (9 semanas) | 3× Platina   | 120,000+   |
| Reino Unido   | 1             | 7× Platina   | 2,135,849+ |